# Rolfosteus canningensis
Rolfosteus canningensis es una especie extinta de pez placodermo artrodiro que vivieron durante el Devónico Superior y cuyos fósiles provienen de la formación Gogo de Australia Occidental.
Este pez medía 15 cm de longitud y tenía placas duras en la parte frontal de su cuerpo. Al igual que otros artrodiros, como Coccosteus y Dunkleosteus, tenía en su boca placas dentarias que se desgastaban por el roce y se afilaban para poder cortar a sus presas en pedazos.
La característica más inusual de este pez fue su hocico alargado de 7 centímetros. Su hocico pudo haber mejorado su sentido del olfato, o pudo ser un recurso hidrodinámico.